# سفارة زيمبابوي في ألمانيا
سفارة زيمبابوي في ألمانيا هي أرفع تمثيل دبلوماسي لدولة زيمبابوي لدى ألمانيا. تقع السفارة في برلين وهي تهدف لتعزيز المصالح الزيمبابوية في ألمانيا.

## وصلات خارجية
- الموقع الرسمي
- قائمة سفارات زيمبابوي
- قائمة السفارات في ألمانيا